# Jean-François Dunac
Jean-François Dunac, né le 24 avril 1947 dans le 16e arrondissement de Paris et mort le 28 avril 2022 à Béziers, est un journaliste et pilote automobile français. Il a remporté le premier Paris-Dakar catégorie Camions en 1979.

## Biographie
Jean-François Dunac est journaliste dès sa création à l'émission de télévision Auto-moto diffusée sur la chaîne généraliste française TF1,. Il participe au Paris-Dakar 1979 et le remporte en catégorie Camions avec Jean-Pierre Chapel, l'un des créateurs de cette émission télévisée. Ils en profitent tous les deux pour couvrir l'événement naissant pour Auto-moto.
En 1976, les deux journalistes participent au Rallye Côte d'Ivoire-Côte d'Azur (Abidjan-Nice) sur un Cournil, où ils « jouent les saint-bernard » en ramenant chaque jour plusieurs éliminés au camp d'étape,.

## Vie privée
Jean-François Dunac a eu une fille. Il a vécu sept années à Marrakech (2006-2013), pour ensuite revenir à Béziers où il est décédé en 2022 d'un cancer du poumon aggravé par la Covid-19.

## Palmarès au Rallye-raidParis-Dakar
| Année | Catégorie | Véhicule             | Copilote/Mécanicien                | Classement Camions | Classement Général |
| ----- | --------- | -------------------- | ---------------------------------- | ------------------ | ------------------ |
| 1979  | Camions   | Steyr-Puch Pinzgauer | Jean-Pierre Chapel / François Beau | 1º                 | 44º                |